# Site fossilifère du Monte San Giorgio
Le site fossilifère du Monte San Giorgio est un site naturel situé sur la frontière entre l'Italie et la Suisse, sur les pentes du Monte San Giorgio. Il est inscrit sur la liste du patrimoine mondial de l'UNESCO depuis 2003, pour la partie située dans le canton du Tessin (Suisse), et 2010 pour la partie située en Italie (province de Varèse). Ce site paléontologique a été classé par l'UNESCO comme étant « le témoin le mieux connu de la vie marine au Trias ».

## Situation géographique

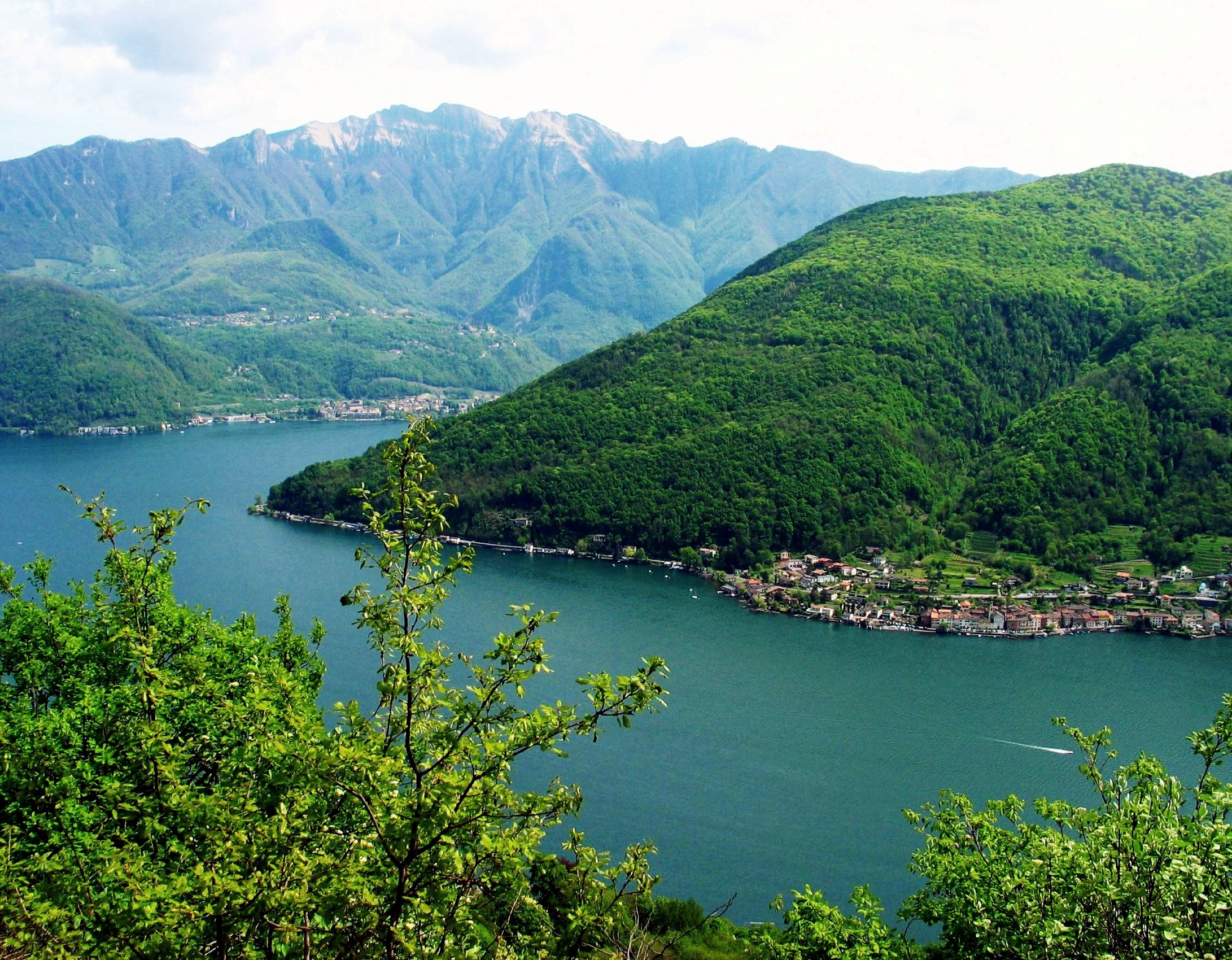
Le village de Brusino Arsizio (Suisse) sur la rive du lac Lugano et le Monte San Giorgio. À l'arrière-plan, le Monte Generoso.

Le site est à cheval sur la frontière italo-suisse au sud du lac de Lugano. Un autre site classé, de plus grande taille, se trouve aussi sur le Monte San Giorgio, il est classé par la Suisse à l'inventaire fédéral des paysages, sites et monuments naturel d’importance nationale (IFP).

## Histoire géologique
Le site paléontologique est un affleurement de roches situé sur le Monte San Giorgio. Cette montagne, partie des Alpes lépontines, s'est élevée au cours de l'orogenèse alpine.
Le site contient des fossiles complets et bien conservés du trias. Il y a environ 240 millions d'années ce site se trouvait dans un lagon tropical, abrité de la mer par un récif. Différentes formes de vie ont prospéré dans ce lagon, principalement marines : des reptiles, des poissons, des bivalves, des ammonites, des échinodermes et des crustacés. De par la situation proche de la côte, des formes de vies terrestres étaient présentes telles des reptiles, des insectes et des plantes.
Au milieu du XIXe siècle, le schiste bitumineux a commencé à être exploité au Monte San Giorgio dans l'idée de produire du gaz pour l'éclairage de la ville de Milan ; c'est à cette époque que les premiers fossiles sont découverts. Plusieurs dizaines de milliers de fossiles ont été mis au jour, dont de nombreuses espèces de reptiles sous-marins (une trentaine), des poissons. Des végétaux et plusieurs centaines d'invertébrés ont été découverts.

## Classification par l'UNESCO
Le site a été classé en 2003 et étendu en 2010. Il a une superficie de 1 089,34 ha, avec une zone tampon de 3 207,45 ha. Il est classé selon le critère (viii), relativement à la richesse et à la conservation des fossiles présents et, selon l'UNESCO, est considéré comme « la principale référence pour les découvertes futures de fossiles marins du Trias dans le monde ».

## Protection
Les fouilles non scientifiques sont interdites.